# Final Cut Studio
Final Cut Studio – zbiór narzędzi, przeznaczonych do montażu wideo i obróbki dźwięku na komputerach Macintosh. Programy w pełni obsługują format HD.

## Komponenty
- Final Cut Pro 7 - program do nieliniowej edycji wideo.
- Motion 4 - program do montażu wideo i efektów wizualnych.
- Soundtrack Pro 3 - zaawansowana edycja audio.
- DVD Studio Pro 4 - authoring i nagrywanie płyt.
- Color 1.5
- Compressor 3.5
- DVD Studio Pro 4